# Hriszto Botev Bolgár–Magyar Általános Iskola és Gimnázium
A Hriszto Botev Bolgár–Magyar Általános Iskola és Gimnázium (bolgárul: Българо-унгарско средно езиково училище „Христо Ботев“) az egyetlen bolgár tannyelvű magyarországi általános és középiskola volt, Budapesten, a VI. kerületben, a Bajza utcában.
Az iskolát 1918. február 25-én alapították. 1947-ig a IX. kerületben működött. 
1947-ig mint bolgár nyelvű magyar általános iskola működött, a magyarországi bolgár kisebbség magánintézményeként. 1947-ben az iskolát államosították, tulajdonosa a budapesti bolgár követség lett, tanrendje a bulgáriaival megegyező lett. 1981 óta középiskolai része is volt, akkortól 12 (13) osztályos iskola. 1992-ben Bulgária és Magyarország megállapodást kötött az iskola közös felügyeletéről, azóta az iskola ismét a magyar iskolarendszer része volt, de továbbra is a bolgár tanrend szerint folyt az oktatás, kiegészítve egyes magyar tárgyakkal. Igazgatója Emilija Atanaszova volt (2006-tól).
A Hriszto Botev Bolgár-Magyar  Általános Iskola és Gimnázium 2011-ben, 93 évi működés után bezárt. Az épületben ezután a Bolgár Kisebbségi Nyelvoktató Iskola működik.